# Circo de Touradas

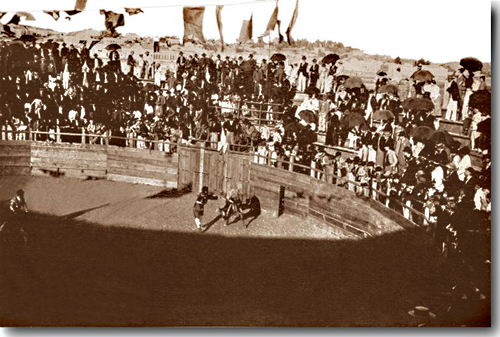
Virgilio Calegari: O Circo de Touradas

Circo de Touradas foi uma arena para touradas de Porto Alegre, erigida no final do século XIX.
Organizado por Francisco Pontes, um bandarilheiro português, era uma das atrações mais populares do fim do século XIX, sendo as touradas registradas desde a década de 1880. Não se sabe ao certo, mas aparentemente o touro não era sacrificado no final do espetáculo, que se resumiria em uma encenação carregada de dramaticidade, e intercalada com cenas de pantomima. Segundo os jornais da época, o afluxo de público todos os domingos era tão grande que parecia uma verdadeira "enchente". Nos intervalos ainda se apresentavam números circenses de todo tipo, com ginastas, mágicos e cantores. A partir de 1896 a arena foi também palco para apresentação de cinematógrafos em sessões noturnas. O cinema, que de imediato ao chegar naquele ano caiu nas graças dos portoalegrenses, foi um dos responsáveis pelo rápido declínio das touradas, tanto que em torno de 1910 o Circo de Tourada seria desativado. 
Foi no circo de touradas que aconteceu o primeiro voo de balão de Porto Alegre, em setembro de 1905, realizado pelo lusitano Magalhães Costa e seu balão “O Portugal”.
O terreno a que pertencia o Circo foi depois doado pela Intendência Municipal para construção da Faculdade Livre de Medicina, construída com projeto de Theodor Wiederspahn, cujas obras foram iniciadas em 1912.